# 福岡県立朝倉高等学校

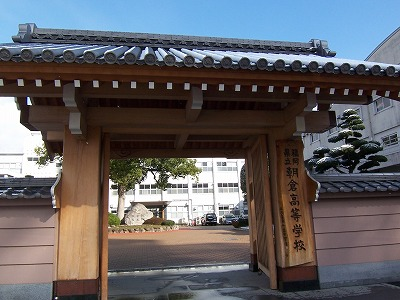
黒門

福岡県立朝倉高等学校（ふくおかけんりつあさくらこうとうがっこう）は、福岡県朝倉市甘木にある男女共学の県立高等学校である。普通科高等学校で、全日制課程と、夜間の定時制課程がある。
「朝高（あさこう）」と略されることが多い。
生徒のほとんどが大学に進学しており、約3分の1は国公立大学へ進学している。2008年（平成20年）、創立100周年を記念して、秋月の黒門をモチーフにした校門がつくられた。

## 沿革
- 1908年（明治41年） - 朝倉中学校を開校（同年3月18日文部省認可[1]）。
- 1910年（明治43年） - 朝倉郡立朝倉女子実業学校を開校。
- 1915年（大正04年） - 朝倉郡立朝倉女子実業学校を実科高等女学校とし、朝倉郡立朝倉実科高等女学校に改称。
- 1924年（大正13年） - 甘木町立実業補習学校を設置。
- 1925年（大正14年） - 甘木町立実業補習学校を甘木町立甘木実業専修学校に改称。
- 1933年（昭和08年） - 甘木町立甘木実業専修学校を朝倉郡女子実業女学校に改称。
- 1935年（昭和10年） - 朝倉郡女子実業女学校を甘木実業高等女学校に改称。
- 1943年（昭和18年）
  - 甘木中学校を開校。
  - 朝倉郡女子実業女学校を高等女学校として福岡県に移管し、福岡県立甘木高等女学校に改称。
- 1948年（昭和23年） - 学制改革による改組。
  - 朝倉中学校・甘木中学校を統合して福岡県立朝倉高等学校を設置。
  - 朝倉高等女学校を高等学校とし、福岡県立朝倉女子高等学校を設置。定時制夜須分教場も設置。
- 1949年（昭和24年） - 福岡県立朝倉高等学校と福岡県立朝倉女子高等学校を統合し、福岡県立朝倉高等学校が発足。甘木実業高等女学校は廃止。
- 1954年（昭和29年） - 校旗制定。
- 1955年（昭和30年） - 校訓・校歌制定。
- 1957年（昭和32年） - 東校舎の職業課程を福岡県立朝倉東高等学校として分離。
- 1985年（昭和60年）3月 - 夜須町（現・筑前町）にあった夜須町立夜須分校閉校。
- 2008年（平成20年） - 創立100周年記念
- 2013年 (平成25年)  - 新校舎完成

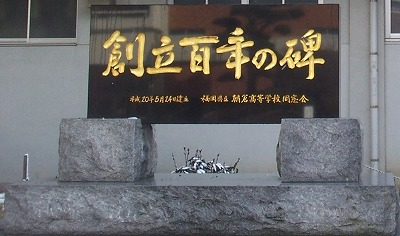
創立100周年記念碑

## 校訓
自立・敬愛・聡明

## 校則
- 一部の地域では通学が不便なため、学校を中心に地図で半径10kmより外の地域では2年次より原付による通学が認められる。進路（就職）が決まり次第自動車教習所への入校も可。ただし、卒業まで車の運転はできない。
- アルバイトは原則禁止である。やむを得ない理由でアルバイトをする生徒は届出をし、学校側に認められなければならない。
- たまに服装検査が行われる程度で、持ち物検査は行われていない。

## 課程

### 全日制
普通科。
生徒は1学年定員240人の6クラス編成。1年は全員同じカリキュラムであるが、芸術では音楽・書道・美術のいずれか一つを選択し、体育では男子は柔道か剣道のどちらか一つを選択する。合格者説明会の時に選択し、芸術の選択によりクラスが決まる。
2年は文系・理系いずれかを選択。3年になると2年次の文系選択者は文I（主に私立文系向け）か文II（主に国公立文系向け）を、理系選択者はそのまま理系コースに進むか文I・文IIに転向するかを選択する。但し文系選択者の「国立理系」への進路変更はできない。

### 定時制
普通科、夜間。4年次で修得する単位を3年次までに修得することで3年での卒業が可能。

## 部活動
生徒の約75%は部活動に所属している。体育系と文化系がある。
体育系
硬式野球部、サッカー部、陸上部、水泳部、ソフトテニス部（男女）、バスケットボール部（男女）、バレーボール部（男女）、卓球部（男女）、柔道部、剣道部、弓道部、山岳部、ハンドボール部
文化系
茶道部、美術部、音楽部、書道部、科学部、放送部、音楽部、華道部、物理部、吹奏楽部、食物部、文芸部、英語部、宇宙物理部、生物部、写真部､ 史学部

## 通学区域
全日制課程は福岡県第7学区に含まれている。一部第7学区外にも通学区域があり、以下の各地域から通学可能。

### 第7学区（全域）
- うきは市
- 朝倉市
- 朝倉郡筑前町・東峰村
- 久留米市のうち田主丸中学校の校区

### 第8学区（一部）
- 三井郡大刀洗町
- 小郡市のうち立石中学校・三国中学校校・小郡中学校校区
- 久留米市のうち屏水中学校・北野中学校校区

定時制は福岡県内全域から通学可能。

## 交通アクセス
最寄りの鉄道駅
- 西鉄甘木線・甘木鉄道「甘木駅」より徒歩15～16分

最寄りのバス停
- 西鉄バス「甘木バスセンター」より徒歩3分

最寄りの道路
- 国道386号
- 大分自動車道「甘木IC」より車で約7分

## 出身者
- 橋本邦寿 - 元大阪府議会議員　自由民主党
- 栗原渉 - 自由民主党衆議院議員
- 後藤明生 - 小説家
- 飯田栄彦 - 児童文学作家
- 福田利光 - 西日本新聞社元社長
- 瓦林潔 - 九州電力元会長、九州・山口経済連合会元会長、西日本政経懇話会元会長、九州文化協会元会長、在インドネシア領事館元名誉領事、福岡県公安委員会元委員長、福岡商工会議所元会頭
- 緒方久一郎 - 俳人
- 加藤新吉 - 元福岡県朝倉郡三奈木村長
- 古賀良彦 - 医師、日本医学放射線学会会長などを歴任。久留米大学元学長
- 調来助 - 元朝鮮全羅南道立光州医院長、長崎医科大学教授、長崎市名誉市民・原爆医療の先駆者
- 大内田茂士 - 画家
- 上野嘉弥太 - 俳人
- 野田宇太郎 - 詩人
- 福島善三 - 小石原焼人間国宝
- 太田浩 - 一橋大学教授　教育学者
- 藤井哲 - 九州大学名誉教授 工学者
- 坂本一亀 - 河出書房編集者、音楽家坂本龍一の父
- 高崎恵理 - フリーアナウンサー(元熊本朝日放送→福岡放送)